# Парниковий ефект

Парнико́вий ефе́кт — явище в атмосфері Землі та інших планет, при якому енергія сонячних променів, відбиваючись від поверхні, не може повернутися у космос, оскільки затримується в атмосфері молекулами різних парникових газів, що призводить до підвищення температури поверхні планети. Без парникового ефекту середня температура поверхні Землі була б приблизно на 33°C нижчою, ніж є зараз (+14°C), і становила б, за різними оцінками, від −19°C до −21°C.
Людська діяльність з часів промислової революції, така як спалювання викопного палива, вирубка лісів та промислові процеси, призвела до збільшення концентрації парникових газів в атмосфері Землі, таких як вуглекислий газ (CO2), метан (CH4), оксид азоту (N2O) та деяких інших. Цей посилений парниковий ефект пов'язують з підвищенням глобальної температури, що спричиняє глобальне потепління та зміну клімату.
Зменшення викидів парникових газів (декарбонізація) та збільшення природних поглиначів вуглецю (як-от лісовідновлення та заліснення) є важливими стратегіями пом'якшення глобального потепління та адаптації до зміни клімату.
Парниковий ефект суттєвий також на Марсі та, особливо, на Венері.
Парниковий ефект відкрив у 1829 році Жозеф Фур'є.

## Фізична природа явища

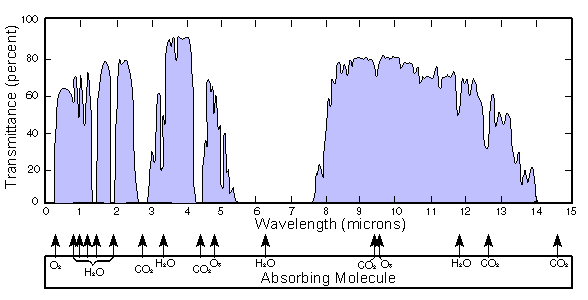
Прозорість земної атмосфери в інфрачервоній ділянці спектру. Провали на графіку відповідають ділянкам поглинання, які пов'язані із різними атмосферними газами

Тепло надходить до поверхні Землі від Сонця та з надр планети. Сонце випромінює в основному у видимому діапазоні, й енергія сонячних променів поглинається поверхнею Землі. Рівновага підтримується тим, що Земля втрачає тепло завдяки інфрачервоному випромінюванню з поверхні. Інтенсивність інфрачервоного випромінювання зростає із температурою. Таким чином поверхня Землі нагрівається доти, доки не встановиться баланс між поглинутою й випроміненою енергією.
В атмосфері є молекули, які поглинають інфрачервоні промені та випромінюють їх. Перевипромінювання відбувається з однаковою ймовірністю вгору і вниз. Тобто завдяки цим газам, частина теплового випромінювання поверхні повертається. У такому випадку для підтримки балансу поверхня планети має нагрітися більше, щоб компенсувати затримане атмосферою теплове випромінювання.
Чим більше в атмосфері «парникових молекул», тим вище піднімається температура.
Більшість молекул в атмосфері Землі не поглинають в інфрачервоній ділянці спектру. Ці молекули (O2 і N2) не мають дипольних моментів через свою симетрію, тож не взаємодіють із електромагнітним випромінюванням інфрачервоної ділянки спектру[джерело?]. Найбільший внесок у парниковий ефект створюють молекули води, яка має дипольний момент і відповідні коливальні й обертальні моди в інфрачервоній ділянці спектру. Молекули CO2 не мають власного дипольного моменту, але в них можуть збуджуватися нормальні коливання із дипольним моментом, тож вуглекислий газ належить до парникових. Інші парникові гази — озон і метан, яких у атмосфері ще менше, ніж вуглекислого газу, але їхня здатність до поглинання інфрачервоного проміння велика.

## Посилення парникового ефекту

Парниковий ефект від сонячного випромінення на поверхню Землі, спричинений парниковими газами

Посилення парникового ефекту в першу чергу пов'язано зі зростанням вмісту в атмосфері техногенного діоксиду вуглецю за рахунок спалювання викопних видів органічного палива[джерело?] підприємствами енергетики, металургійними заводами, автомобільними двигунами. Кількість техногенних викидів СО2 в атмосферу значно зросла в другій половині XX ст. Основною причиною цього стала залежність світової економіки від викопних видів палива. Індустріалізація, урбанізація і стрімкі темпи зростання населення планети зумовили збільшення світового попиту на електроенергію, який задовольняється головним чином за рахунок спалювання горючих копалин. Зростання споживання енергії завжди вважалося не тільки важливою умовою технічного прогресу, але і сприятливим фактором існування та розвитку людської цивілізації. Коли людина навчилася видобувати вогонь, стався перший стрибок у зміні рівня життя, енергоресурсами були м'язова сила людини і дрова. Наступний стрибок був пов'язаний з винаходом колеса, створенням різних механізмів, розвитком найпростішого ковальського виробництва. До XV в. список енергоресурсів значно розширився — до власної м'язової сили і дров додалися м'язова сила робочої худоби, енергія вітру, води і вугілля. Енергоспоживання зросло в 10 разів[джерело?]. Подальший технічний процес йшов по шляху вдосконалення методів використання енергії та освоєння нових її джерел. XIX ст. було назване століттям пари. Потім настала епоха електрики, альтернативи якої поки не видно. Зростання споживання енергії в даний час[коли?] становить близько 5% на рік[джерело?], що при зростанні населення трохи менше 2% на рік означає більш ніж дворазове збільшення споживання на душу населення. У 2000 р. світ витратив більше 16 × 109 кВт∙год енергії[джерело?], чверть цієї кількості припала на США і стільки ж — на країни, що розвиваються разом із Китаєм. Наразі[коли?] викопні види органічного палива складають понад 90% всіх первинних енергоресурсів, забезпечуючи 75% світового виробництва електричної енергії[джерело?]. У результаті спалювання органічного палива тільки на теплових електростанціях (ТЕС), не враховуючи роботу автомобільних двигунів і металургійних підприємств, в атмосферу щорічно надходить понад 5 млрд т вуглекислого газу[джерело?] (25% техногенних викидів діоксиду вуглецю в атмосферу дають США і країни Євросоюзу, 1 1% — Китай). Додатково 1-2 млрд т СО2 надходить в атмосферу за рахунок спалювання лісів, головним чином тропічних. Ліси взагалі зникають з поверхні планети з катастрофічною швидкістю, за два останні століття[коли?] площа лісів скоротилася вдвічі[джерело?]. Вологі тропічні ліси почали інтенсивно спалюватися з середини минулого, XX ст. (В середньому ці ліси зникають зі швидкістю 1 га на хвилину або 5 тис. км2 на рік[джерело?]). З початку XX ст., за оцінками експертів ООН, збільшення викидів СО2 становило від 0,5 до 5% на рік. У результаті за останні сто років[які?] тільки за рахунок спалювання палива в атмосферу надійшло 400 млрд т вуглекислого газу[джерело?]. Зараз атмосфера містить на 25% більше вуглекислого газу, ніж було накопичено в ній за останні 160 тис. років[джерело?] (!). Відзначимо ще одну проблему, яка виявилася «непоміченою» при аналізі посилення парникового ефекту за рахунок викидів в атмосферу діоксиду вуглецю при спалюванні органічного палива: у реакціях горіння газу або нафтопродуктів утворюється вода, вірніше, розігрітий водяний пар. Підраховано, що викиди водяної пари в атмосферу нафтогазовим паливно-енергетичним комплексом світу за кількістю на порядок перевершують викиди діоксиду вуглецю, адже водяна пара є головним парниковим газом на Землі! Іншими парниковими газами, поява яких в атмосфері в значній кількості обумовлено господарською діяльністю, є: метан СН4, що надходить з рисових полів (близько 110 млн т), внаслідок витоку природного газу під час його видобутку і суміжного газу при нафтовидобутку, на вугільних шахтах (до 50 млн т щорічно), а також життєдіяльності збільшуваного поголів'я домашньої худоби (74% метану дає велика рогата худоба, 13% — вівці і кози); частка його впливу на посилення парникового ефекту становить 15%; хлорфторвуглеці — витік холодоагентів з холодильних установок і кондиціонерів, пропеллентів з аерозольних диспенсерів, використання пінних компонентів в будівельній індустрії і в засобах пожежогасіння тощо; їх частка впливу — 12-24%[джерело?]; оксиди азоту N2O — спалювання палива в реактивних літакових і ракетних двигунах і біомаси, застосування азотних добрив у сільському господарстві; частка впливу 5-6%; озон О3 (як вторинний забруднювач), поява якого пов'язане зі значним зростанням світового автопарку; частка впливу — до 8%. В останні роки[коли?] відзначається поступове зростання вмісту в атмосфері цих парникових газів: метану на 1% на рік, оксидів азоту на 0,3% на рік. До 1990-х рр. відбувалися значні надходження різних видів хлорфторвуглеводнів в атмосферу — до 1,4 млн т на рік.

## Глобальна зміна клімату

Зміна середньої температури за 50 років (1973-2023).

У наш час велике занепокоєння викликає можливість того, що внаслідок людської діяльності парниковий ефект може сильно збільшитися й призвести до ще більшого глобального потепління. Основними газами, що забруднюють атмосферу, є вуглекислий газ (CO2), метан (CH4), оксид азоту (N2O) і фторовані гази (F-гази). Внаслідок спалювання викопного палива і лісових пожеж, створюється велика кількість двоокису вуглецю; метан є супутнім продуктом сільського господарства (худоба, вівці, рис), та утворюється з відходів і також з викопного палива.
Загалом, основними наслідками зміни клімату є помітне збільшення частоти та інтенсивності стихійних лих, підвищення рівня моря, зниження продуктивності сільськогосподарських культур і втрата біорізноманіття.
Одним з наслідків глобального потепління, вирубки лісів та інтенсивного сільського господарства є поступове вимирання флори та фауни – втрата біорізноманіття, викликане змінами умов існування.
Ерозія (висихання, вивітрювання) ґрунтів (деградація земель), спричинена збільшенням середньої температури, може становити загрозу продовольчій безпеці.
Танення льодовиків може спричинити затоплення прибережних регіонів. Внаслідок підвищення температури, глобальний середній рівень моря піднявся на 20 см з 1901 по 2018 рік.

## Заходи щодо зменшення парникового ефекту
Комплекс заходів, направлених на зменшення концентрації парникових газів в атмосфері Землі, зазвичай, об'єднують під терміном «декарбонізація». Цей термін, в першу чергу, означає зменшення викидів вуглекислого газу (CO2 - carbon dioxide), але часто також охоплює заходи, направлені на зменшення викидів і інших парникових газів, таких як метан і оксид азоту.
Декарбонізація включає наступні заходи:
1. Обмеження та скорочення споживання викопного вуглецевого палива (вугілля, нафти, газу);
2. Ширше використання невуглецевих і відновлювальних джерел енергії; використання екологічно чистого транспорту;
3. Підвищення ефективності споживання енергії і вровадження заходів з енергозбереження;
4. Лісовідновлення та заліснення; а також запобігання лісових пожеж, оскільки ліси та рослини — природні поглиначі вуглекислого газу (CO2) з атмосфери Землі; відновлення природніх екосистем[15];
5. Зменшення забруднення довкілля, зокрема морів та океанів, де живе фітопланктон, який виробляє значну кількість кисню на планеті, поглинаючи вуглекислий газ;
6. Розвиток циркулярної економіки і переробки відходів;
7. Підвищення стійкості сільськогосподарських і харчових систем, оскільки тваринництво та використання деяких добрив спричиняє викиди метану та оксиду азоту;
8. Впровадження технологій уловлення вуглецю;
9. Стійка архітектура та низько-вуглецеве будівництво;
10. Розвиток нових екологічно чистих і низьковуглецевих технологій.